# Enniscorthy
Enniscorthy (irl. Inis Córthaidh) – miasto w południowo-wschodniej Irlandii, drugi co do wielkości ośrodek miejski w hrabstwie Wexford. Według spisu powszechnego z 2016 r. miasto zamieszkiwało 11 381 osób.
Miejsce urodzenia pisarza Colma Tóibína, który w mieście tym osadził akcję kilku swoich powieści, m.in. Brooklyn (2009).

## Miasto partnerskie
- Gimont, Francja